# Richardson Zéphir
Richardson Zéphir est un humoriste et improvisateur québécois né le 29 décembre 1977 à Montréal et d'origine haïtienne. Il est connu pour ses participations dans les émissions de télévision Big Brother Célébrités et LOL : qui rira le dernier ?.

## Biographie

### Études
Richardson Zéphir fait ses études secondaires à l'Odyssée-des-Jeunes et à Horizon Jeunesse, où il découvre l'improvisation à l'âge de 12 ans. Il poursuit ensuite ses études post-secondaires en pétrochimie au Collège de Maisonneuve de Montréal, se spécialisant dans l'assainissement des eaux, les hydrocarbures, les gaz naturels et les procédés chimiques, tout en continuant à pratiquer l'improvisation. Avec Ian Métayer, Zéphir collabore dans la création et la production de spectacles comiques sous la bannière Les Grands Burlesques.

### Carrière professionnelle
En 2004, il devient copropriétaire des Terrasses Bonsecours. En 2009, il reçoit un appel du directeur de la programmation francophone du festival Zoofest, qui lui propose de participer à la première édition du festival en juillet de la même année avec son groupe Les Grands Burlesques. Décidant alors de se consacrer pleinement à l'humour, il vend ses parts dans les Terrasses Bonsecours. 
Par la suite, Zéphir participe régulièrement à des soirées d'humour et anime également certaines d'entre elles dans des bars du Québec. C'est en 2016 qu'il se fait remarquer pour la première fois en remportant la septième édition de la compétition humoristique En route vers mon premier gala Juste pour rire. 
Au cours des années suivantes, Richardson Zéphir multiplie les apparitions à la télévision, en jouant dans plusieurs séries telles que Les Simone, Trauma, Faits Divers et La Maison-Bleue. Il participe à plusieurs reprises à la revue de fin d'année Bye Bye.
En 2021, il est de la première saison de l'adaptation québécoise de Big Brother Célébrités. Il termine à la cinquième place. Il remportera le prix du public.
Plus récemment, en 2023, il participe à la première saison de l'adaptation québécoise de LOL : qui rira le dernier ? et remporte la première place ex æquo avec l'humoriste Laurent Paquin,.
Le 10 mai 2023, il lance son premier one-man-show intitulé Zéphir.

## Carrière

### Télévision
- 2007 : Les 4 coins
- 2009 : Gala Juste pour rire
- 2011: Grand Rire Comédie Club
- 2014 : Trauma
- 2014 : Les gars des vues
- 2014 : En route vers mon premier Gala Juste pour rire
- 2014 : LOL :-)
- 2015 : Une histoire vraie
- 2016 : En route vers mon premier Gala Juste pour rire
- 2016 : Juste pour rire : Les gags
- 2016 : Les Simone
- 2016 : Les aventures du Pharmachien
- 2017 : Tourlou 2017
- 2018 : Faits Divers
- 2018 : Bye Bye 2018
- 2020 : Bye Bye 2020
- 2020 : C'est comme ça que je t'aime
- 2020 - 2022 : La Maison-Bleue
- 2021 : Le bal Mammouth
- 2021 : Caméra Café
- 2021 : Punch Club
- 2021 : Club Soly
- 2021 : Gala de l'industrie des 36e Prix Gémeaux
- 2021 : Big Brother Célébrités
- 2023 : La Petite Vie (1 épisode)
- 2023 : LOL : Qui rira le dernier?
- 2024 : Lakay nou : le père Moïse
- 2025 : Stat : Floppy le clown

### Cinéma
- 2018 : Les Scènes fortuites de Guillaume Lambert : poissonnier

### Vidéoclip
- 2011 : Titanium de David Guetta : soldat